# Терский хребет
Те́рский хребе́т (чечен. Регӏа, Теркан Дукъ, кабард.-черк. Тэрчытх, кум. Терик тагъымы) — горный хребет в Предкавказье, в системе Терско-Сунженской возвышенности, расположенный в правобережье реки Терек. Административно находится на территории Чечни, Ингушетии, Северной Осетии и Кабардино-Балкарии. Западная оконечность хребта, отделённая рекой Курп, называется Арикский хребет.

## Этимология
Название хребта происходит от названия реки Терек.

## Описание
Протяжённость хребта составляет 165 (120) км. Западная часть хребта от долины реки Курп до селения Зебир-Юрт имеет широтное направление. Далее хребет поворачивает на юго-восток, а от него на северо-запад ответвляется более низкий Эльдаровский хребет. Между Терским и Эльдаровским хребтами располагается Калаусская долина. Максимальные высоты центральной и восточной частей Терского хребта не превышают 515 м. Юго-восточное направление хребта сохраняется до горы Хаян-корт, после чего оно снова меняется на широтное. Высочайшие вершины: гора Токарева (707 м), Малгобек (652 м).
Хребет сложен песчано-глинистыми отложениями, перекрытыми лёссовидными суглинками. На склонах — дерновиннозлаковая степь. Имеются горячие сернисто-углекислые источники.
На южном склоне хребта у гребня в 2 км от перевала по которому проходит дорога Грозный — Червлённая расположена скала-останец с текстом.